# Astalotesia bucurvata
Astalotesia bucurvata is een vlinder uit de familie van de spanners (Geometridae). De wetenschappelijke naam van de soort is voor het eerst geldig gepubliceerd in 1983 door Blanchard & Knudsen.